# پریکنس، نیوجرسی
پریکنس (به انگلیسی: Preakness) یک منطقهٔ مسکونی در ایالات متحده آمریکا است که در وین، نیوجرسی واقع شده‌است. پریکنس ۶۵ متر بالاتر از سطح دریا واقع شده‌است.